# Войтехи (Поставский район)
Войтехи (бел. Вайцяхі) — деревня в Поставском районе Витебской области Белоруссии. Входит в состав Воропаевского сельсовета. Население — 55 человек (2019).

## География
Располагается на реке Голбица в 28 км северо-восточнее города Поставы. Деревня стоит у Трумпичского озера. Несмотря на то, что озеро зимой покрыто льдом, проход по нему жителями деревни не всегда безопасен.
Ландшафт у деревни в большей мере грядисто-холмистый, территория поросшая кустарником и редколесьем, вокруг находятся лесные массивы во многом заболоченные. В лесах растёт черника, брусника, клюква, голубика и грибы.
Железнодорожная станция Гуты находится в 4 км юго-западнее деревни.

## Літаратура
- Wojciechy, wieś, powiat dzisieński, gmina Postawy (пол.) в Географическом словаре Царства Польского и других стран славянских, том XIII (Warmbrun — Worowo) от 1893 года